# كوداكواشي ماهاتشي
كوداكواشي ماهاتشي (بالإنجليزية: Kudakwashe Mahachi)‏ (مواليد 29 سبتمبر 1993) هو لاعب كرة قدم زيمبابوي محترف، يلعب كلاعب وسط مع نادي ماميلودي صن داونز الجنوب أفريقي و‌المنتخب الوطني الزيمبابوي.

## وصلات خارجية
- كوداكواشي ماهاتشي على موقع قاعدة بيانات كرة القدم.إي يو (الإنجليزية)
- كوداكواشي ماهاتشي على موقع ناشيونال فوتبول تيمز (الإنجليزية)
- كوداكواشي ماهاتشي على موقع Soccerway.com (الإنجليزية)